# Baby Baby Love
「Baby Baby Love」是戶松遥的第7張單曲。於2010年11月3日由Music Ray'n發售。

## 概要
與前作「渚之SHOOTING STAR」相隔約3個月時間發售，是2010年第3張發售的作品。

## 收錄曲
1. Baby Baby Love [4:24]
作詞・作曲：鈴木健太朗、編曲：古川貴浩
  - 電視動畫『出包王女』主題曲
2. やさしき日々 [5:47]
作詞・作曲：白戸佑輔、編曲：木村篤史
3. Baby Baby Love（Instrumental）

DVD（只限初回限定盤）
1. Baby Baby Love（PV）

## 備註
1. ↑  2010年11月は戸松が所属するsphere (聲優團體)のメンバーソロシングルの連続週リリースであり、本作是第1週目にリリースされた

## 外部連結
- Music Ray'n介紹網站
  - 初回限定盤（页面存档备份，存于）
  - 通常盤（页面存档备份，存于）